# Ceraspis elegans
Espèce
Ceraspis elegans est une espèce de coléoptères de la famille des Scarabaeidae, de la sous-famille des Melolonthinae et de la tribu des Macrodactylini. Elle est trouvée au Brésil (São Paulo) et en Amérique Centrale (Honduras).